# Liparis laurisilvatica
Liparis laurisilvatica är en orkidéart som beskrevs av Noriaki Fukuyama. Liparis laurisilvatica ingår i släktet gulyxnen, och familjen orkidéer.
Artens utbredningsområde är Taiwan. Inga underarter finns listade i Catalogue of Life.